# ギターヒーロー
『ギターヒーロー』（Guitar Hero）は、ハーモニクス・ミュージック・システムズ (Harmonix Music Systems) 開発の音楽ゲーム。通称「ギタヒロ」。

## 概要
レッドオクタンによってPlayStation 2用のコンソールが販売された。ギターヒーローシリーズ第1作であるこのソフトは2005年11月8日に北アメリカで発売され、2006年4月7日にはオーストラリアで発売された。このゲームの開発は、ハーモニクスとレッドオクタンが「北米版GUITARFREAKSみたいなゲームをつくろう」と考えて行われた。
このゲームはプレイヤーがロックミュージックを演奏している気分にするために、ギブソン・SGを小さくしたような形のギター型コントローラーを、画面に流れてくる楽譜に合わせてコントローラー上のボタンを押すという形で用いる。ゲームに使用された曲は、ボーナストラックにあるインディーズバンドのものを含めて1960年代から2005年の30曲のカバーバージョンが使われている。
このソフトは驚くほど売れ、賛否両論ながらも有名ゲーム誌で数々の賞を受賞した。これらの成功を受け、ギターヒーローという商標を使った販売方法による売り上げは10億ドルを突破、続編や拡張パック、関連商品等が数多く売り出された。続編の情報については、「シリーズ作品」節を参照のこと。

## 開発

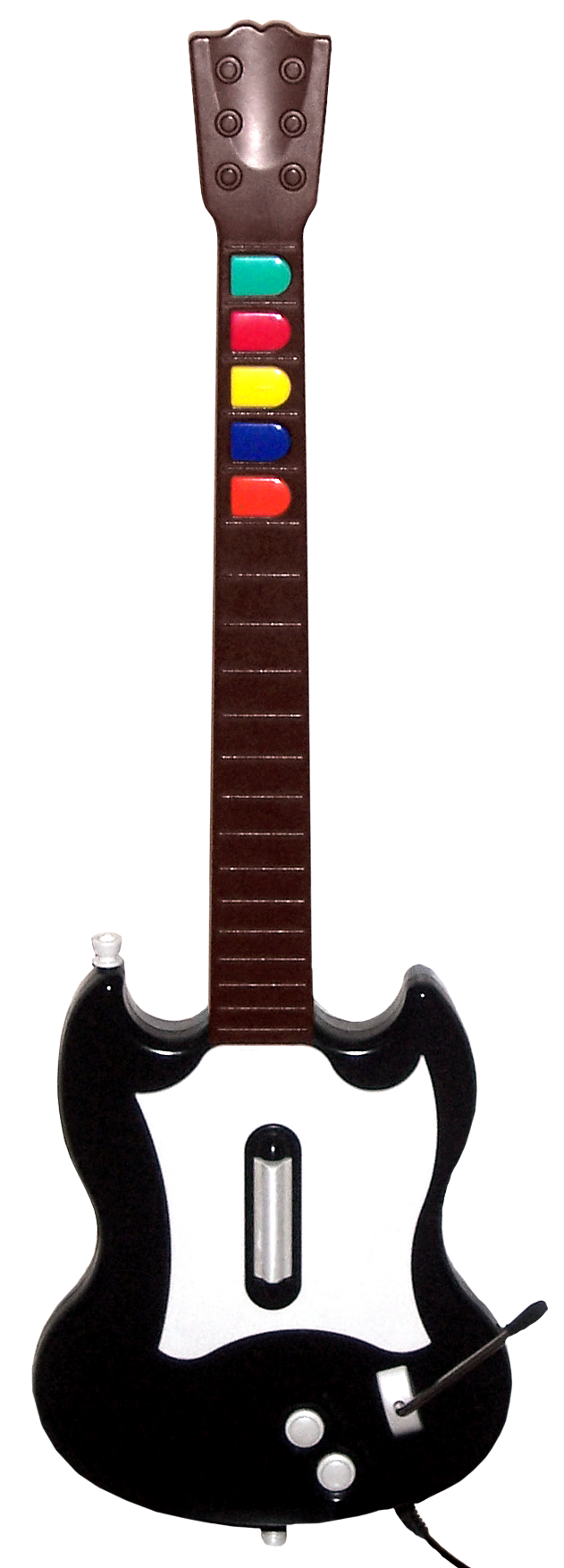
ゲームに同梱されているコントローラーは実物の3/4サイズである

このゲームのリードデザイナーであるロブ・ケイによると、このゲームは同じくギター型コントローラを用いて遊ぶコナミのGUITARFREAKS（ギターフリークス）からじかにインスパイアを受けて作られた。
一方レッドオクタンは家庭版Dance Dance Revolutionなどに向けたダンスパッドを開発していたメーカーで、コンピュータゲームのレンタルサービスも運営していた。このレンタルサービスで人気を集めていたのが日本のGUITARFREAKSというゲームであった。当時コナミはアメリカではGUITARFREAKSを発売しておらず、一時はアメリカ版も検討されたものの、ギター型コントローラに関わる法的問題によりアメリカ版は実現が困難であった。レッドオクタンのケイとCharles Huangは、コントローラもそれを使ったゲームもアメリカで作ろうと考えた。
あまりにもそのアイディアが奇抜過ぎたということで、複数のゲーム開発者に却下されたが、Huangらは、175万ドルの資金を集めた。
アクレイム・エンタテインメントの創設者の一人であったen:Greg Fischbachは、「誰がそんなどうでもよさそうなゲームで遊ぶんだ?」と言って企画を却下したことを、数年後に悔しそうに振り返った。
Huangらは、Frequency, Amplitude、 Karaoke Revolution といった音楽ゲームを世に送り出したハーモニクスに、ギター型コントローラを用いたゲームのアイデアを持ち込んだ。
約100万ドルの資金（ケイ曰くこの金額はコンピュータゲーム開発にしては超低予算であるとのこと）を持って、二つの企業がギターヒーロー開発のために手を組む結果となった。このことについて、ケイは「誰も大成功を収めようなんて考えなかった。ただ楽しめるものを作ろうと思っていた」と語っている 。
ハーモニクスの代表であるAlex Rigopulosは、「マイクロソフトへ Frequency の企画を持ち込んだとき、マイクロソフトのゲーム部門の副部長だったエド・フライズから、独自のハードウェアのない音楽ゲームはうまくいかないといわれたことが、このゲームの制作へ間接的に影響を与え、ギターヒーローの企画が上がったときその企画についてもっとよく調べてみようということになった」と話している。
制作チームは「このゲームのコントローラは、まさに我々のやりたいことが詰まった魔法のソースだ」とすぐに直感した。
チームはゲームを際立たせるための3つのゲームプレイのイメージを作り上げた。3つとも、音符に合わせてボタンを押すだけでなく、ワーミーバー（whammy bar)を使用したり、コントローラを傾けることで、よりゲームを楽しめるようになっている。さらに、スターパワーを使うより、このゲームに深みがまし、ユーザーが何度でも遊びたくなるようになっている。
当初ハーモニクスはゲームの開発にGUITARFREAKS用のサードパーティー製コントローラーを使っていたが、後にレッドオクタンがギターヒーロー用コントローラのプロトタイプを用意した。当初ギターヒーローのコントローラは、本物のギターのように演奏できるよう、フレットの部分に感圧式のボタンをつけるという案もあったが、操作が難しくなりすぎるということでその案は見送られた。
ワーミーバーでスターパワーを増幅したり、長い音符の音高に変化をつけるというアイデアは、ゲームが完成する1か月前に出来上がっていた 。
また、プレイヤーが即興をこなせるよう、フリー・スタイルのモデルを作り上げるのに"貴重な時間と労力"を費やしたが、エキサイティングなゲームにするのには無理があったため、結局見送られた。
ゲーム内の楽譜である"ジェム・トラックス"は、ハーモニクスが制作したもので、1曲につき1日かかった。
楽譜はプレイヤーが素晴らしいミュージシャンになりきれるようにデザインされている 。また、難易度はソフトウェアのアルゴリズムで調整されており、品質保証チームがゲーム全体の難易度がちょうどよくなるまで曲目を変更したり楽譜を作り直したりした。
制作に着手したとき、制作チームは、どの曲を収録するか一切決めていなかった。3,40曲ほど使うつもりで、使いたい曲リストに曲を書き足していったところ、リストは100曲になった。
ゲームはハードロックの楽曲を中心に収録していたが、著作権の関係で使用できる曲が限られていた。その一方で、若いプレイヤーたちにも懐かしのロックの名曲を知ってもらうために、ラモーンズの『アイ・ウォナ・ビー・シディテッド』などを入れる道徳的義務があると制作チームは感じていた。
何度も曲の人気度と難易度のバランスを見ながら、ハーモニクスは、曲を追加したり、権利関係などから曲を外したりして、開発期間中に曲目の調整を行った 。
許諾の取れた楽曲のカバーはWaveGroup Soundが行い、多くのカバー曲のリードギターはドリストのメンバーであるマーカス・ヘンダーソンが担当した。
WaveGroup Soundはエフェクトの再現もこなしており、例えばブラック・サバスの『アイアン・マン』の原曲ではオジー・オズボーンが金属製の扇風機の前で歌っていた。 WaveGroup Soundはそのことに気付き、Craigslistを通じて同型の扇風機を手に入れ、その効果を再現した状態で収録した 。
ボーナス曲の演奏には、ハーモニクスの社員も何らかの形で参加している。
また、バンドからオリジナル曲を募集し、その中からゲームに採用する"Be a Guitar Hero"も開かれ、Graveyard BBQの "Cheat on the Church"が選ばれた。
さらに、オジー・オズボーンのギタリストだったザック・ワイルドのリクエストにより、彼自身のバンドブラック・レーベル・ソサイアティ の"Fire it Up"もボーナス曲として収録され、出荷日直前になってこのゲームの曲目が完成した。
開発当初のギターヒーローのグラフィックは『ポン』のようなグラフィックだったが、リードアニメーターのライアン・レッサーが美術スタッフたちの音楽の好みを利用した結果、現在のような形になった。
また、FrequencyとAmplitudeの経験から、抽象的な映像ではユーザーがゲームの世界に入り込めないことを制作チームは悟っており、Karaoke Revolutionでも用いられた、ミュージシャンのライブのアニメーションを導入することになった。ゲーム内のアニメーションのモーションキャプチャにはHouse of Moves も協力している。
スターパワーの演出は電気をモチーフとしており、エレキギターのイメージであるとともに、ゲーム内におけるミュージシャンのパフォーマンスと観客の盛り上がりをうまく表現している。
リリース間もないころ、このゲームはギブソンSGを模したコントローラとソフトのセットになって69.99ドルで売り出されていた。
その後、ソフトまたはコントーラ単体でも売られるようになり、レッドオクタン製コントローラ以外にも、TACやen:Nykoといったサードパーティー製コントローラも発売された。
ギター型コントローラなどをこれまで作ってきたマッドキャッツもXbox版ギターヒーロー開発という形で携わる予定だったが、コナミがマッドキャッツに対して訴訟を起こしたため撤退せざるを得なくなり、マッドキャッツのダリル・リチャードソンは30万ドルを払ってレッドオクタンとの提携を取り消した。

## プレイ方法
このゲームは、ほかの音楽及びリズムを扱ったゲームと同じく、専用コントローラについているボタンをゲーム上に現れる音符に合わせて押して曲を奏でる方式をとっており、この方式はコナミのギターフリークスが元になっている。
ギターヒーローは専用コントローラ（ギブソン・SGを3/4スケールにしたものが同梱されているほか、サードパーティー製のものもある。）だけでなく、通常のコントローラでも演奏可能である。
専用コントローラの端には指板を表す5色のボタンがあり、ネックの近くにはナットが、ボディにはワーミーバーとストラムがある。また、ギターの端にはメニュー選択のためのボタンがある。画面上には音符が並んでおり、画面上にある音符が流れてきたら、そのボタンを押さえつけ、音符が画面上のあるエリアに達したらストラム・バーとトグルを押さえつけることによって曲が奏でられる。音符の流れるスピードが速くなると、ストラム奏法の代わりにハンマリング・オンとプリング・オフを用いる必要がある。このコントローラのハンデッドネスはトグルでしめられており、右利きの人でも左利きの人でも使いやすいようになっている。なお、通常のコントローラを使う際も画面に合わせてボタンを押していけばよいとゲームの説明書にはある。きちんと正しいボタンを押し、コードやサステインを正しく用いると得点を獲得することができる。また、連続した音符にうまく合わせられると、得点が倍になる。
"Rock Meter"は、プレイヤーのミスなどを基にしており、メーターの数値が一定の数値より下であると、曲が途中で止まってゲームオーバーになる。また、光る音符に完璧に合わせサステイン時にワームバーを用いることで、 "Star Power" を稼ぐことができる。これが半分以上たまると、一時的に専用コントローラを垂直に持ち上げるか通常のコントローラのあるボタンを押すことによってStar Powerを増幅させることができる。Star Powerを増幅させると、きちんと奏でることによって得られる得点が2倍になったり Rock Meter を上昇させたりすることができる。そうすることによって失敗しそうな曲を弾きこなすためにStar Powerを使うことができる。

### モード・その他の特徴
ギターヒーローの主なプレイモードはキャリアモードである。このモードはプレイヤーがゲームの中のバンドマンとともに架空のライブ会場をたくさん回り、1つの会場につき4〜5曲演奏するというものである。このモードでギターを弾きこなすと、ほかのモードで演奏できる曲が増える。また、プレイ自体を左右するわけではないが、キャラクターとギターは選択可能である。キャリア・モードでは演奏することによってゲームの中でお金を稼ぐことができる。稼いだお金を使ってゲームの中の店で追加曲やギター、フィニッシュといったボーナスコンテンツを購入することができる。
クイックモードではプレイヤーはプレイヤーはすべての曲を弾くことができ、難易度やギター、キャラクター、会場などを選ぶこともできる。キャリアモードもしくはクイックモードで演奏を終えると、演奏をコンピュータが全体的に評価し、5段階評価でスコアが得られる。マルチプレイヤーモードは、同じ曲を2人のプレイヤーが対決する方式で演奏するモードである。この時スクリーン上ンに2つのフレットが現れ、より高い点をとったほうが勝者とされる。すべての曲の難易度は4つに分けられており、腕を磨くためにカーブを学ぶことができる。もっとも簡単なレベルである「イージー」は3つのボタンを、標準レベルの「ミディアム」は4つのボタンを、難しい「ハード」では5つのボタンすべてを、用いて演奏し、音符の数もレベルに合わせて増減する。また、エキスパートモードはフレットが表示されなくなる。

## 使用楽曲
ギターヒーローは、47曲が収録されており、うち30曲は"main setlist"にあり、WaveGroup Soundによる有名な曲のカバーバージョンである。
全てのカバー曲は "as made famous by" という文章がスクリーン上に表示される。
残りの17曲はインディーズ・バンドのものをマスターレコーディングしたものである。

### 最初からプレイできる楽曲
以下の曲はソロ・キャリアモードで最初から使用できる。
これらの曲は難易度別のステージに合わせて振り分けられている。そして一曲ごとにEasy, Medium, Hard,Expert の4つの難易度に分かれており、難易度によって音符の数や楽譜を流れる速さが異なる。
それぞれの難易度に合わせてクリア条件が課されており、低難易度の場合は3・4曲完奏することでクリアとなるが、最も高い難易度ではそのステージにある5曲すべてを完奏しなければならない 。
難易度不問でひとつのステージをクリアすると、そのステージの楽曲が解放され、速弾きモードや対戦モードでも使えるようになる。
これらのカバー曲は、"The Guitar Hero Recordings"という iTunes に似たダウンロードショップでも購入可能である。
| 原曲の発表年 | 曲                                                                           | ミュージシャン                         | ステージ               |
| ------------ | ---------------------------------------------------------------------------- | -------------------------------------- | ---------------------- |
| 1980         | "Ace of Spades"                                                              | モーターヘッド                         | 5. Fret-Burners        |
| 1983         | 月に吠える"Bark at the Moon"                                                 | オジー・オズボーン                     | 6. Face Melters        |
| 2002         | "Cochise"                                                                    | オーディオスレイヴ                     | 4. Return of the Shred |
| 1990         | "Cowboys from Hell"                                                          | パンテラ                               | 6. Face Melters        |
| 1968         | "Crossroads"                                                                 | クリーム                               | 5. Fret-Burners        |
| 2001         | "en:Fat Lip"                                                                 | Sum 41                                 | 4. Return of the Shred |
| 1972         | フランケンシュタイン "Frankenstein" (インストゥルメンタル)                   | エドガー・ウィンター・グループ         | 6. Face Melters        |
| 1977         | "ゴジラ"                                                                     | ブルー・オイスター・カルト             | 6. Face Melters        |
| 2004         | "Heart Full of Black"                                                        | en:Burning Brides                      | 3. Thrash and Burn     |
| 2004         | "Hey You"                                                                    | en:The Exies                           | 3. Thrash and Burn     |
| 1989         | "Higher Ground"                                                              | レッド・ホット・チリ・ペッパーズ       | 5. Fret-Burners        |
| 1982         | アイ・ラブ・ロックンロール "I Love Rock 'n Roll"                             | ジョーン・ジェット&ザ・ブラックハーツ  | 1. Opening Licks       |
| 1978         | アイ・ウォナ・ビー・シディテッド "I Wanna Be Sedated"                        | ラモーンズ                             | 1. Opening Licks       |
| 1994         | "Infected"                                                                   | バッド・レリジョン                     | 1. Opening Licks       |
| 1970         | アイアン・マン                                                               | ブラック・サバス                       | 2. Axe-Grinders        |
| 1974         | "キラー・クイーン"                                                           | クイーン                               | 3. Thrash and Burn     |
| 1976         | 宇宙の彼方へ "More Than a Feeling"                                           | ボストン                               | 2. Axe-Grinders        |
| 2002         | ノー・ワン・ノウズ "No One Knows"                                            | クイーンズ・オブ・ザ・ストーン・エイジ | 5. Fret-Burners        |
| 1983         | シャープ・ドレスト・マン "Sharp Dressed Man"                                 | ZZトップ                               | 2. Axe-Grinders        |
| 1972         | "スモーク・オン・ザ・ウォーター"                                             | ディープ・パープル                     | 1. Opening Licks       |
| 1967         | "en:Spanish Castle Magic" (インストゥルメンタル)                             | ジミ・ヘンドリックス・エクスペリエンス | 5. Fret-Burners        |
| 1999         | "Stellar"                                                                    | インキュバス                           | 3. Thrash and Burn     |
| 1992         | 狂乱のシンフォニー "Symphony of Destruction"                                 | メガデス                               | 3. Thrash and Burn     |
| 2002         | "Take it Off"                                                                | en:The Donnas                          | 4. Return of the Shred |
| 2004         | "Take Me Out"                                                                | フランツ・フェルディナンド             | 2. Axe-Grinders        |
| 1983         | "Texas Flood"                                                                | スティーヴィー・レイ・ヴォーン         | 6. Face Melters        |
| 1992         | "Thunder Kiss '65"                                                           | White Zombie                           | 1. Opening Licks       |
| 1992         | "Unsung"                                                                     | Helmet                                 | 4. Return of the Shred |
| 1982         | ユーヴ・ゴット・アナザー・シング・カミング "You've Got Another Thing Comin'" | ジューダス・プリースト                 | 2. Axe-Grinders        |
| 1972         | 屈折する星くず                                                               | デヴィッド・ボウイ                     | 4. Return of the Shred |

### ボーナス曲
ボーナス曲は全部で17曲あり  、キャリアモードで得た仮想通貨を使って、ゲーム内のショップから購入できる。
一度購入すると、その曲はキャリア・速弾き・対戦モードにおいて、どの難易度でもプレイできるようになる。
| 発表年 | 曲名                      | アーティスト                                    |
| ------ | ------------------------- | ----------------------------------------------- |
| 2005   | "All of This"             | en:Shaimus                                      |
| 2005   | "Behind the Mask"         | en:Anarchy Club                                 |
| 2005   | "The Breaking Wheel"      | Artillery                                       |
| 2005   | "Callout"                 | en:The Acro-Brats                               |
| 2005   | "Caveman Rejoice"         | The Bags                                        |
| 2005   | "Cheat on the Church"     | en:Graveyard BBQ                                |
| 2005   | "Decontrol"               | Drist                                           |
| 2000   | "Eureka, I've Found Love" | The Upper Crust                                 |
| 2005   | "en:Even Rats"            | The Slip                                        |
| 2005   | "Farewell Myth"           | Made in Mexico                                  |
| 2005   | "Fire it Up"              | ブラック・レーベル・ソサイアティ                |
| 2005   | "Fly on the Wall"         | Din                                             |
| 2001   | "Get Ready 2 Rokk"        | フリーズポップ                                  |
| 2005   | "Guitar Hero"             | Monkey Steals the Peach                         |
| 2004   | "Hey"                     | Honest Bob and the Factory-to-Dealer Incentives |
| 2005   | "Sail Your Ship By"       | Count Zero                                      |
| 2005   | "Story of My Love"        | The Model Sons                                  |

### その他
以下の2曲はプレスリリース時に使用されたが、GameShark, Code Breaker 、プロアクションリプレイといったチートを使用しない限り、プレイすることができない。
- "Graveyard Shift" -不明
- "Trippolette" - ハーモニクス側の制作チームに参加したバークリー音楽大学の作曲家Andrew Buchによる作品[31][32]で、Rock Band Network でもダウンロード可能である。

## 受賞歴
ギターヒーローは、いくつかの賞を受賞している。
IGNの "Best of 2005"では、"Best Music Game"と "Best PlayStation 2 Music Game"、 "Best Licensed Soundtrack"、 "Best Licensed Soundtrack for PlayStation 2"、 "Best Offline Multiplayer Game"、 "Best PlayStation 2 Offline Multiplayer Game"、"Best Gaming Peripheral" (for the Mini Gibson SG controller)を受賞した。
GameSpotの"Best and Worst of 2005"では, "Best Puzzle/Rhythm Game"、 "Most Metal"、"Reader's Choice – Best Puzzle/Rhythm Game"を受賞した。
ゲーム・デベロッパーズ・チョイス・アワード では、"Excellence in Audio"と"Excellence in Game Innovation"、en:Academy of Interactive Arts & Sciences主催の2005年度 en:Interactive Achievement Awardsでは、"Game of the Year", "Outstanding Achievement in Game Design", "Outstanding Achievement in Game Play Engineering" (同時),"Outstanding Achievement in Soundtrack"を受賞。
また、  2005 Spike TV Video Game Awardsの"Best Soundtrack"も受賞した。

## シリーズ作品
- ギターヒーロー2（英語版） (2006)
  - ギターヒーロー アンコール ロック ザ 80年代（英語版） (2007)
- ギターヒーロー3 レジェンド オブ ロック (2007)
  - ギターヒーロー エアロスミス（英語版） (2008)
- ギターヒーロー オン ツアー (2008)
  - ギターヒーロー オン ツアー ディケイズ (2009)
  - ギターヒーロー オン ツアー モダンヒッツ (2009)
- ギターヒーロー ワールドツアー（英語版） (2008)
  - ギターヒーロー スマッシュヒッツ（英語版） (2009)
  - ギターヒーロー メタリカ（英語版） (2009)
- ギターヒーロー5（英語版） (2009)
  - ギターヒーロー ヴァン・ヘイレン（英語版） (2010)
- ギターヒーロー ウォリアーズロック（英語版） (2010)
- ギターヒーロー ライブ（英語版） (2015)